# Bol'šeukovskij rajon
Il Bol'šeukovskij rajon (in russo Большеуковский район?) è un rajon dell'Oblast' di Omsk, nella Russia asiatica; il capoluogo è Bol'šie Uki. Istituito nel 1935, ricopre una superficie di 9.500 chilometri quadrati e consta di una popolazione di circa 8.000 abitanti.